# ウカ
株式会社ウカ（uka）は東京都港区赤坂に本社を置く理美容業チェーンである。

## 概要
1964年に有限会社として発足。1985年に株式会社に移行。
ヘアサロン、ネイルサロン、ヘッドセラピーのチェーンなど理美容業全般を手掛ける他、カフェ事業、オリジナル商品の企画販売なども展開する。近年、更なる業態の拡大を進め、海外展開及び、フットケア専門サロンの新設、カルチュア・コンビニエンス・クラブとの合弁会社によるTSUTAYA内店舗のフランチャイズ化などの事業展開を予定している。